# Puente de Zubibarri
El puente de Zubibarri es una construcción del siglo XIX que se ubica entre los municipios españoles de Cigoitia y Villarreal de Álava, en la provincia de Álava.

## Localización
El río Santa Engracia es la separación física entre los municipios de Cigoitia y Villarreal de Álava. La mitad del puente de Zubibarri es de cada municipio. El puente se construyó para comunicar las dos localidades.

## Historia
Zubibarri es un puente del siglo XIX construido por el arquitecto alavés Martín de Saracibar en 1842,a la altura del barrio de Ollerías del concejo de Elosu, en Álava. Tras su construcción en el siglo XIX, a la par de la vía que unía Vitoria y Bilbao por Ubidea, sufrió varias ampliaciones y regruesados. En el desarrollo de las recientes obras se han retirado vigas y elementos de hormigón que han dejado a la vista la obra original.
Permaneció oculto bajo la carretera de Barazar a la que daba servicio. En 2020, con las obras de la N-240 salió a la luz esta infraestructura. Es el único puente de los tres proyectados en la N 240 por Saracibar que se conserva visible.

## Puesta en valor
Resolución de 5 de octubre de 2015, del Viceconsejero de Cultura, Juventud y Deportes, por la que se incoa y se somete a información pública y audiencia a los interesados el expediente para la declaración de Bien Cultural Calificado, con la categoría de Conjunto Monumental, de los puentes de la cuenca del río Zadorra. Entre ellos se encuentra el puente de Zubibarri.Sin embargo, la Diputación Foral de Álava, solicitó eliminar tal protección para los puentes de Lacorzanilla, Zubibarri y Ullibarri incluidos inicialmente.

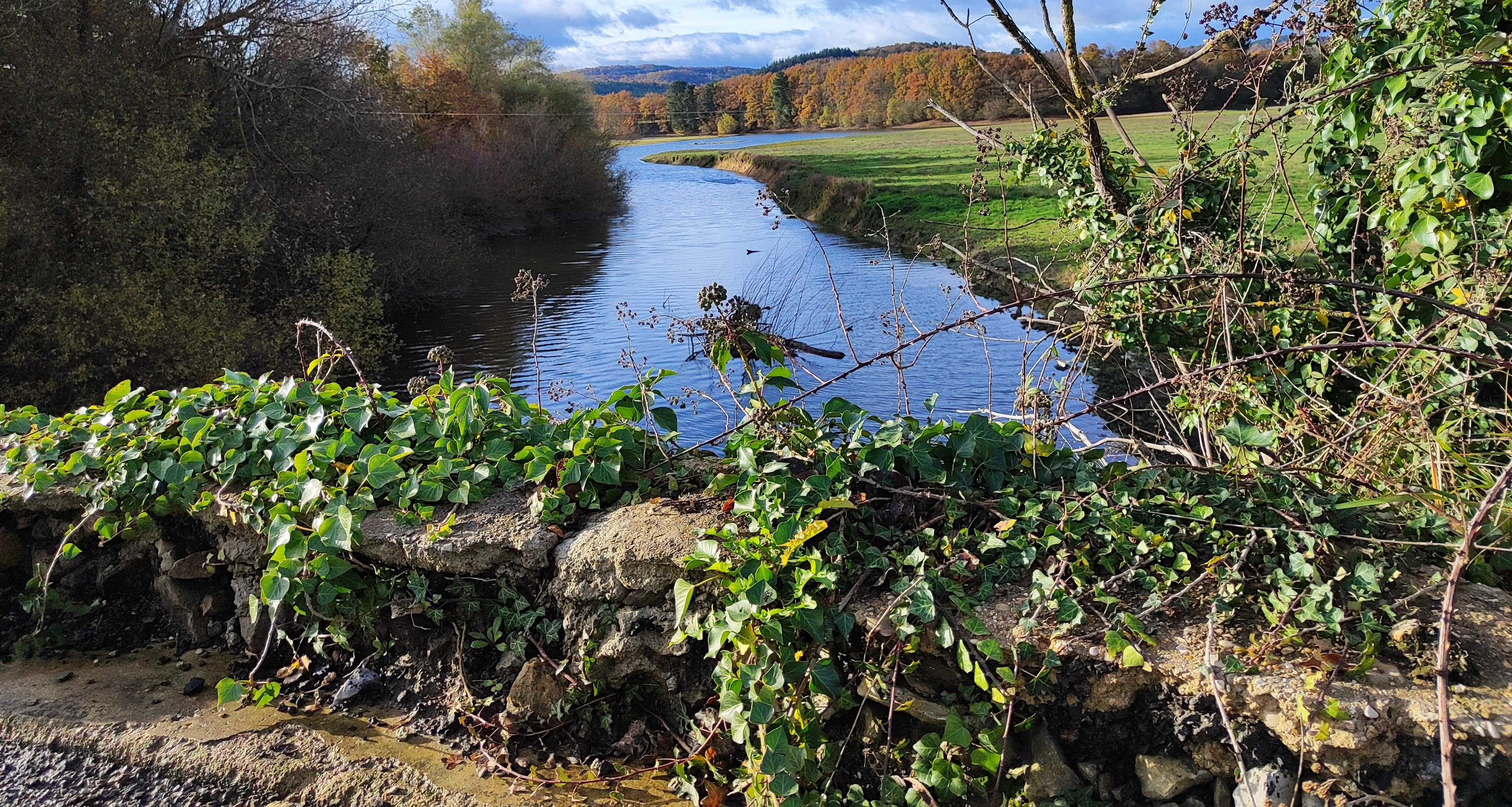
Vistas desde el puente de Zubibarri hacia el pantano

En 2017, el Gobierno Vasco declaró 88 puentes de la Cuenca del río Zadorra conjunto monumental, construidos entre los siglos XV y XX, para protegerlos frente a futuras intervenciones y ponerlos en valor.
El proyecto inicial de reforma de la carretera N-240 a su paso por Ollerías contemplaba la demolición del viejo viaducto de Zubibarri, y su sustitución por otro nuevo. Sin embargo, el departamento de Infraestructuras y Movilidad de la Diputación Foral de Álava decidió no derribarlo.
En 2020 se pedía realizar un proyecto de conservación del puente. El puente indica que había caminos y comercio entre Vitoria y Bilbao y que se vendían ollas junto a la carretera, donde ahora se encuentra el Museo de Alfarería Vasca.